# Gemeinde Žabljak
Die Gemeinde Žabljak (montenegrinisch Општина Жабљак Opština Žabljak) ist eine Gemeinde in Montenegro. Der Verwaltungssitz ist der Hauptort Žabljak.

## Bevölkerung
Die Volkszählung aus dem Jahr 2011 ergab für die Gemeinde Žabljak eine Einwohnerzahl von 3569. Davon bezeichneten sich 1800 (50,43 %) als Montenegriner und 1474 (41,3 %) als Serben.